# 姫野優也
姫野 優也（ひめの ゆうや、1997年4月2日 - ）は、大阪府枚方市出身の元プロ野球選手（外野手→投手）。右投右打。

## 経歴

### プロ入り前
小学3年時までは水泳を習っており、同年にはジュニア五輪に出場するほどであった。野球は小学4年時から西牧野アタックスで始め、従兄弟である姫野涼介とバッテリーを組んでいた。中宮中学校在籍時は枚方ボーイズでプレーしていた。
卒業後は天理高校に進学したが、環境に馴染めず、1年夏前に退学し、その後は工事現場でアルバイトをしていた。1年秋に大阪偕星学園高校に編入学したが、高野連の規定により転入から1年間公式戦に出場することはできないため、3年春に控え投手としてようやくベンチ入りを果たした。チームは府大会準優勝を果たし、姫野も準々決勝の関大一高戦で完封勝利を挙げるなど大きく貢献した。3年の夏は1番センター兼投手として同校の甲子園初出場に貢献。大阪大会準々決勝では前年夏の甲子園で優勝を果たした強豪の大阪桐蔭高校と対戦し、本塁打を打つなど勝利に貢献した。決勝で大体大浪商高校に勝って同校初の甲子園出場を決めた。第97回全国高等学校野球選手権大会では初戦の比叡山高校戦で2安打2打点の活躍を見せると、続く2回戦では山本武白志、富山凌雅擁する九州国際大付属高校と対戦し、7回に富山から一時は勝ち越しとなる本塁打を打ったもののチームは逆転負けを喫した。甲子園では打率.333、12打数4安打、1本塁打3打点の活躍を見せた。2学年下に加藤竜馬がいた。
2015年10月22日に開催されたプロ野球ドラフト会議において、北海道日本ハムファイターズから8位指名を受け、契約金1500万円、年俸470万円で入団に合意（金額は推定）。外野手として入団した。大阪偕星学園高校からは3人目となるプロ野球選手となった。

### 日本ハム時代
2016年7月15日より、両打ち登録に変更した。
2018年10月3日の埼玉西武ライオンズ戦で一軍初出場。この年は2試合に出場したがプロ初安打を放つことはできなかった。
2020年、両打ちから右打ちに変更するも一軍の出場はなく、11月25日に戦力外通告を受けた。12月14日に育成選手として再契約した。背番号は161に変更となった。
2021年シーズン途中の5月に、投手への転向を目指していると報道され、6月21日に正式に投手に登録変更された。9月7日、読売ジャイアンツとのイースタン・リーグ公式戦で初の実戦登板すると、1回を無安打無失点で抑え、最速154km/hを計測した。
2022年3月16日、西武との一軍オープン戦で先発起用されるも、1回を投げ被安打3、与四球2、愛斗からの満塁本塁打を含む5失点という厳しい内容だった。この年は二軍公式戦（イースタン・リーグ）20試合に登板して、0勝1敗、防御率6.20という成績だった。
2023年は、二軍で17試合に登板し、2勝3敗1セーブ、防御率3.97を記録。この年も支配下登録されることなく、10月3日に戦力外通告を受けた。11月15日、鎌ケ谷スタジアムで開催の12球団合同トライアウトに参加し、シート打撃で打者3人との対戦では最速151km/hと球威をアピールしたもの、3者連続四球を与えた。その後、他球団からのオファーはなく、12月1日に自身のInstagramで現役引退を発表した。

### 現役引退後
引退後は日本ハムで同僚のときから私淑する中田翔の個人マネージャーとして活動する。

## 選手としての特徴
前述したブランクがありながら高校通算26本塁打を記録したパンチ力に加え、遠投は120m、50m走は6秒2と身体能力に優れる。日本ハム入団時には「陽岱鋼選手のように打って、走って、守れる選手になりたい」と語っていた。
大阪偕星学園時代に監督だった山本晳からは投手としての可能性も期待されており、投手育成に定評のある山本の指導の下でフォームを改善したことで、当時140km/hを計測するようになっていた。野手としてプロ入りしてから約5年のブランクがあったが、2020年の秋に参加していたみやざきフェニックス・リーグ中にブルペンで遊びで投げたところ150km/hを計測。翌年、投手転向後の初めての実戦で最速154km/hの速球を計測した。

## 詳細情報

### 年度別打撃成績
| 年 度     | 球 団     | 試 合 | 打 席 | 打 数 | 得 点 | 安 打 | 二 塁 打 | 三 塁 打 | 本 塁 打 | 塁 打 | 打 点 | 盗 塁 | 盗 塁 死 | 犠 打 | 犠 飛 | 四 球 | 敬 遠 | 死 球 | 三 振 | 併 殺 打 | 打 率 | 出 塁 率 | 長 打 率 | O P S |
| --------- | --------- | ----- | ----- | ----- | ----- | ----- | -------- | -------- | -------- | ----- | ----- | ----- | -------- | ----- | ----- | ----- | ----- | ----- | ----- | -------- | ----- | -------- | -------- | ----- |
| 2018      | 日本ハム  | 2     | 5     | 4     | 0     | 0     | 0        | 0        | 0        | 0     | 0     | 0     | 0        | 0     | 0     | 1     | 0     | 0     | 3     | 1        | .000  | .200     | .000     | .200  |
| 通算：1年 | 通算：1年 | 2     | 5     | 4     | 0     | 0     | 0        | 0        | 0        | 0     | 0     | 0     | 0        | 0     | 0     | 1     | 0     | 0     | 3     | 1        | .000  | .200     | .000     | .200  |

### 年度別守備成績
| 年 度 | 球 団    | 外野  | 外野  | 外野  | 外野  | 外野  | 外野     |
| 年 度 | 球 団    | 試 合 | 刺 殺 | 補 殺 | 失 策 | 併 殺 | 守 備 率 |
| ----- | -------- | ----- | ----- | ----- | ----- | ----- | -------- |
| 2018  | 日本ハム | 2     | 0     | 0     | 0     | 0     | ----     |
| 通算  | 通算     | 2     | 0     | 0     | 0     | 0     | ----     |

### 記録
初記録
- 初出場：2018年10月3日、対埼玉西武ライオンズ25回戦（札幌ドーム）、8回表に右翼手で出場
- 初打席：同上、9回裏に小川龍也から遊撃併殺打
- 初先発出場：2018年10月4日、対東北楽天ゴールデンイーグルス25回戦（楽天生命パーク宮城）、1番・右翼手で先発出場

### 背番号
- 61（2016年 - 2020年）
- 161（2021年 - 2023年）